# Jeroen Tesselaar
Jeroen Tesselaar (ur. 16 stycznia 1989 w Wognum) – holenderski piłkarz występujący na pozycji obrońcy.

## Kariera klubowa
Karierę rozpoczynał w AZ Alkmaar, gdzie nie zdołał się przebić do pierwszego składu. Przez dwa sezony występował na wypożyczeniu w Stormvogels Telstar. 14 lipca 2011 roku podpisał kontrakt z St. Mirren. Zadebiutował w meczu z Dunfermline Athletic. W 2012 roku podpisał kontrakt z Kilmarnock. Następnie występował w St. Mirren, De Graafschap, Hapoelu Ramat Gan oraz Hapoelu Katamon.
W swojej karierze rozegrał 127 spotkań i zdobył 1 bramkę w rozgrywkach Scottish Premier League oraz Scottish Premiership.